# Доний
Доний (на латински: Donus PP.) е римски папа от 2 ноември 676 г. до 11 април 678 г.
Син е на римлянин на име Мавриций (Mauricius). Много малко е известно за този папа. Наследява папа Адеодат II след интервал от 4 месеца и 17 дни.
Понтификатът му продължава 1 година, 5 месеца и 10 дни. Погребан е в базиликата „Свети Петър“.